# Vrbas (mesto)
Vrbas (izvirno srbsko Врбас; madžarsko Verbász, rusinsko: Вербас, nemško Werbass) je mesto v Srbiji, ki je upravno središče Občine Vrbas; slednja pa je del Južnobačkega upravnega okraja. Od leta 1983 do 1992 se je mesto imenovalo Titov Vrbas.

## Demografija
V naselju živi 20355 polnoletnih prebivalcev, pri čemer je njihova povprečna starost 38,1 let (36,6 pri moških in 39,5 pri ženskah). Naselje ima 8379 gospodinjstev, pri čemer je povprečno število članov na gospodinjstvo 3,08.
Prebivalstvo je večinoma nehomogeno, a v času zadnjih 3 popisov je opazen porast števila prebivalcev.
|  |

| Demografija | Demografija     | Demografija     |
| Leto        | Št. prebivalcev | Št. prebivalcev |
| ----------- | --------------- | --------------- |
|             |                 |                 |
|             |                 |                 |
|             |                 |                 |
|             |                 |                 |
| 1948        | 14837           |                 |
| 1953        | 15470           |                 |
| 1961        | 19316           |                 |
| 1971        | 22496           |                 |
| 1981        | 25143           |                 |
| 1991        | 25858           | 25610           |
| 2002        | 26198           | 25907           |
|             |                 |                 |

| Etnična sestava po popisu iz leta 2002 | Etnična sestava po popisu iz leta 2002 | Etnična sestava po popisu iz leta 2002 | Etnična sestava po popisu iz leta 2002 | Etnična sestava po popisu iz leta 2002 |
| -------------------------------------- | -------------------------------------- | -------------------------------------- | -------------------------------------- | -------------------------------------- |
| Srbi                                   | Srbi                                   |                                        | 10.670                                 | 41,18%                                 |
| Črnogorci                              | Črnogorci                              |                                        | 7.785                                  | 30,04%                                 |
| Madžari                                | Madžari                                |                                        | 2.003                                  | 7,73%                                  |
| Rusini                                 | Rusini                                 |                                        | 1.478                                  | 5,70%                                  |
| Ukrajinci                              | Ukrajinci                              |                                        | 745                                    | 2,87%                                  |
| Jugoslovani                            | Jugoslovani                            |                                        | 529                                    | 2,04%                                  |
| Hrvati                                 | Hrvati                                 |                                        | 427                                    | 1,64%                                  |
| Nemci                                  | Nemci                                  |                                        | 106                                    | 0,40%                                  |
| Slovaki                                | Slovaki                                |                                        | 89                                     | 0,34%                                  |
| Makedonci                              | Makedonci                              |                                        | 84                                     | 0,32%                                  |
| Slovenci                               | Slovenci                               |                                        | 46                                     | 0,17%                                  |
| Rusi                                   | Rusi                                   |                                        | 44                                     | 0,16%                                  |
| Romi                                   | Romi                                   |                                        | 40                                     | 0,15%                                  |
| Muslimani                              | Muslimani                              |                                        | 40                                     | 0,15%                                  |
| Čehi                                   | Čehi                                   |                                        | 17                                     | 0,06%                                  |
| Bunjevci                               | Bunjevci                               |                                        | 16                                     | 0,06%                                  |
| Bolgari                                | Bolgari                                |                                        | 14                                     | 0,05%                                  |
| Albanci                                | Albanci                                |                                        | 13                                     | 0,05%                                  |
| Bošnjaki                               | Bošnjaki                               |                                        | 10                                     | 0,03%                                  |
| Romuni                                 | Romuni                                 |                                        | 7                                      | 0,02%                                  |
| Goranci                                | Goranci                                |                                        | 1                                      | 0,00%                                  |
| Neznano                                | Neznano                                |                                        | 682                                    | 2,63%                                  |